# Александра Майсснітцер
Александра Майсснітцер  (нім. Alexandra Meissnitzer, 18 червня 1973) — австрійська гірськолижниця, олімпійська медалістка.

## Виступи на Олімпіадах
| Олімпіада           | Дисципліна              | Місце         |
| ------------------- | ----------------------- | ------------- |
| Ліллехаммер 1994    | гігантський слалом      | участь        |
| Нагано 1998         | швидкісний спуск        | 8             |
| Нагано 1998         | супергігантський слалом | 3             |
| Нагано 1998         | гігантський слалом      | 2             |
| Нагано 1998         | гірськолижна комбінація | не стартувала |
| Солт-Лейк-Сіті 2002 | супергігантський слалом | 4             |
| Солт-Лейк-Сіті 2002 | гігантський слалом      | 4T            |
| Турин 2006          | швидкісний спуск        | 8T            |
| Турин 2006          | супергігантський слалом | 3             |